# Jablonica (patak)
A Jablonica (más néven Jablonec, ukránul: Яблуниця [Jablunicja]) patak Kárpátalján, a Bruszturjanka bal oldali mellékvize. Hossza 13 km, vízgyűjtő területe 61,3 km². Esése 67 ‰.
Brusztirán torkollik a Bruszturjankába.

## Települések a folyó mentén
- Brusztura (Лопухів)